# Atomosia argyrophora
Atomosia argyrophora är en tvåvingeart som beskrevs av Ignaz Rudolph Schiner 1868. Atomosia argyrophora ingår i släktet Atomosia och familjen rovflugor. Inga underarter finns listade i Catalogue of Life.